# 基布尔秤

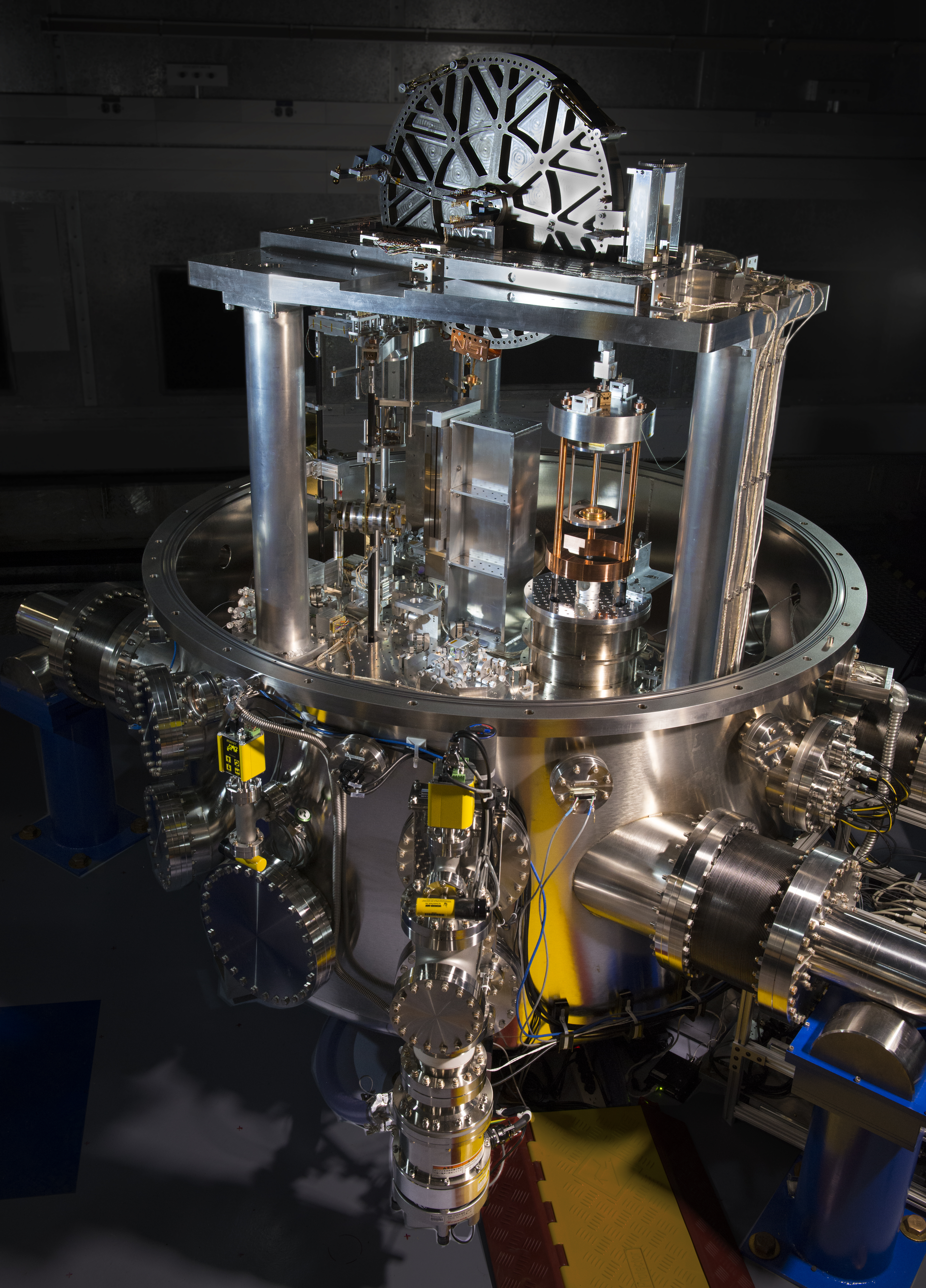
NIST-4基布尔秤，于2015年初开始全面运行。2017年时，以十亿分之十三的精度测量了普朗克常数，这一精度足以为2019年对千克的重定义提供帮助。

基布尔秤（英語：Kibble balance），或稱瓦特秤（watt balance），是一种通过电流和电压的變化，精确测量测试对象重量的机电重量测量仪器。它的作用是基于基本常数对质量单位“千克”进行定义。
由于测量的质量与电流和电压的乘积（即功率，单位为瓦特）成正比，所以该仪器又被称为瓦特秤。2016年6月，国际度量衡委员会的单位协商委员会的计量学家，同意以该仪器的发明者布莱恩·基布尔（彼时已故两个月）的名字对该仪器重新命名。
2019年之前，千克的定义基于一种被称为国际千克原器（IPK）的实物。2013年，国际度量衡大会（CGPM）在考虑了替代方案之后决定以基于基布尔秤的使用的定义代替这个定义，并确定了精度标准。在达到这些标准后，CGPM于2018年11月16日一致投票通过议案：改变千克和其他几个单位的定义，议案生效于2019年5月20日，以符合世界计量日。

## 设计
基布尔秤是安培秤的一种更精确的版本，安培秤是一种早期的电流测量仪器，它通过测量内部的两个载流线圈之间的力来计算电流的大小。基布尔秤的操作与此相反，它使用普朗克常数的定义测量线圈中的电流，从而“在无需使用IPK或任何实物的情况下测量质量。”，基布尔秤首先确定物体的重力，然后用重力仪准确测量局部地球重力（结合引力和离心作用的净加速度）并以此计算出物体的质量。这样物体的质量就由电流和电压定义了，即“电子千克”。